# Contea di Kangle
La contea di Kangle (康乐县S, Kānglè XiànP) è una contea della Cina, situata nella provincia del Gansu.